# Aperture Hand Lab
Aperture Hand Lab — гра у віртуальній реальності (VR), розроблена канадською студією Cloudhead Games і видана Valve, випущена для Windows 25 червня 2019 року. Це технологічна демонстрація, яка демонструє функції технології відстеження кисті, суглобів і пальців, що використовуються VR-гарнітурою Valve Index. Гра також підтримує гарнітуру HTC Vive. Дія гри розгортається у всесвіті Portal.

## Ігровий процес
Ігровий процес складається з декількох тестів, які проводяться модулями особистості, показаними в The Lab. Всі ці тести передбачають використання жестів рук і пальців для проходження. Гравець отримує різні реакції та результати як до того, які жести він використовує, наприклад середній палець чи коза.

## Розробка
Наприкінці 2014 року компанія Valve звернулася до Cloudhead Games із пропозицією приєднатися до їхнього саміту з презентації SteamVR, і саме на цьому саміті співробітники Cloudhead Games вирішили, що їхнє бачення майбутнього віртуальної реальності має кімнатні масштаби. Після саміту Cloudhead надала технічні демоверсії всіх основних інновацій SteamVR, а Aperture Hand Lab зосередилася на відстеженні рухів пальців у Valve Index.